# Matinsaari (ö i Birkaland, Tammerfors, lat 61,47, long 24,19)
Matinsaari är en halvö i Finland. Den ligger i sjön Längelmävesi och i kommunen Kangasala i den ekonomiska regionen Tammerfors och landskapet Birkaland, i den södra delen av landet, 150 km norr om huvudstaden Helsingfors.